# 미려화백락원

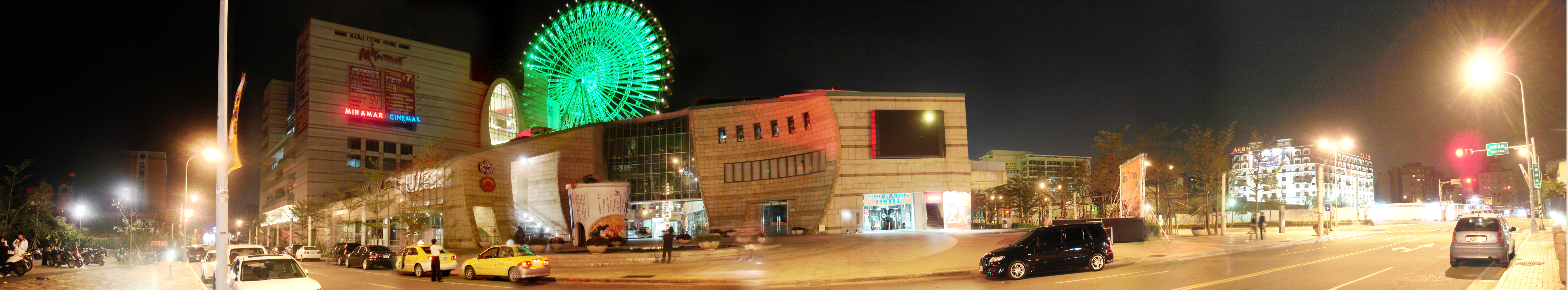
미려화백락원

미려화백락원은 타이완 타이베이시에 있는 상업시설이다. 대관람차가 있어 타이베이 시내를 한문에 바라볼 수 있다. 영화관도 있다.